# Darkest Hour
A Darkest Hour amerikai melodikus death metal/metalcore együttes.

## Története
1995-ben alakult Washingtonban. Eredeti felállása a következő volt: John Henry - ének, Mike Schleibaum - gitár, Matt Maben - dob, Raul Mayorga - basszusgitár. Ez a felállás rögzítette a Darkest Hour első két EP-jét, a The Misanthrope-ot és a The Prophecy Fulfilled-et. Első nagylemezük 2000-ben jelent meg. Ekkor csatlakozott a zenekarhoz Fred Ziomek gitáros, Billups Allen basszusgitáros és Ryan Parrish dobos. Ez a stúdióalbum az M.I.A. Records nevű kiadó gondozásában jelent meg, amely nem sokkal később csődbe ment. Második, 2001-es nagylemezüket már a Victory Records adta ki. Ezután újabb tagok csatlakoztak a Darkest Hour-hoz: Mike Garritty gitáros és Kris Norris lett az új énekes.
Amíg Garritty volt a gitáros, az együttest megbüntették és bebörtönözték az Oklahoma állambeli Rolandban, marihuána tartás, "illegálisan importált sör" és egy kinyitott sörösdoboz miatt. 6000 dollárra büntették őket.
A Darkest Hour azóta még hét nagylemezt adott ki. Több kiadó is megjelentette albumaikat: az első stúdióalbumuk a M.I.A. Records kiadásában jelent meg, 2001-től 2009-ig a Victory Records-hoz voltak leszerződve, 2011-es albumukat az eOne kiadó adta ki, 2014-es nagylemezük a Sumerian Records gondozásában került ki, a 2017-es stúdióalbumukat pedig a Southern Lord Records jelentette meg.
Korai EP-ik a hardcore punk stílusba tartoznak, első nagylemezük a metalcore stílusba tartozik, melodikus death metal hatásokkal, a 2005-ös lemezük nagyrészt melodikus death metal hatású, miközben a metalcore hangzást továbbra is megtartották, 2011-től kezdve pedig visszatértek a metalcore stílushoz, miközben a melodikus death metal hangzás megmaradt.

## Tagok
- John Henry - ének (1995-)
- Mike Schleibaum - gitár (1995-)
- Mike Corrigan - gitár (2008-)
- Aaron Deal - basszusgitár (2011-)
- Travis Orbin - dob (2012-)

## Korábbi tagok
- Raul Mayorga - basszusgitár (1995-1998)
- Matt Maben - dob (1995-1999)
- Ryan Parrish - dob (1999-2011)
- Fred Ziomek - gitár (1999-2002)
- Billups Allen - basszusgitár (1999-2001)
- Paul Burnette - basszusgitár (2001-2011)
- Kris Norris - gitár (2002-2008)
- Timothy Java - dob (2011-2012)

## Diszkográfia
- The Mark of the Judas (2000)
- So Sedated, So Secure (2001)
- Hidden Hands of a Sadist Nation (2003)
- Undoing Ruin (2005)
- Deliver Us (2007)
- The Eternal Return (2009)
- The Human Romance (2011)
- Darkest Hour (2014)
- Godless Prophets & the Mignant Flora (2017)